# 佩琳物語
《小英的故事》（原題：ペリーヌ物語），為日本動畫公司製作的《世界名作劇場》系列第四部作品，改編自19世紀法國作家賀克多·馬洛的作品《孤女努力記》（En famille）。自1978年1月1日至12月31日期間於富士電視台播出，全53集，也是本系列中播映集數最多的作品。

## 故事概要
佩琳是一位心地善良的少女，她與父親愛德蒙與母親瑪麗一家三口，一路經營行動照相館的生意，並以父親的故鄉，法國的馬羅克爾（Maraucourt，為作品中的虛構地名）為旅途目標。
自從艾德蒙在旅途中於波士尼亞病逝後，她一直與瑪麗相依為命，並在旅途中沿路受到一些善心人士的幫助。但在終於抵達法國後瑪麗卻在巴黎不幸染病過世，佩琳變成父母雙亡的孤兒。她帶著瑪麗的遺言到達馬羅克爾，發現祖父比爾法蘭竟是當地的大企業家，而且得知他雙目失明，個性嚴厲還相當痛恨母親，同時也想起瑪麗曾經對她提起過「祖父也許並不會歡迎妳」，所以佩琳決定避開祖父並隱瞞自己的真實身分，以假名「奧蕾麗」在爺爺經營的紡織工廠工作。一開始是從事推手推車的作業員，不過卻因意外的因緣開始轉任英文翻譯，佩琳的英語能力與性情也深獲比爾法蘭肯定，於是決定讓佩琳住進自己的大宅中，擔任他的秘書。
後來佩琳知道自己的父親是為了與母親結婚，和祖父產生爭執而離家出走，所以祖父長久以來一直在尋找父親的下落。也得知祖父的恨意，是出於認為自己的兒子愛德蒙是被瑪麗所奪走而感到難過，甚至祖父還曾在佩琳面前憤怒地出言表示對他們的孩子（佩琳）毫不在乎，使佩琳相當痛心，且陷入更難以祖孫相認的局面。然而她依然遵從瑪麗的遺言「要讓別人愛你，自己就必須要先去愛人」，決定不因此憎恨祖父，依舊為他奮力工作與悉心照料日常生活，佩琳的真誠，也使比爾法蘭慢慢卸下心防。
而後，比爾法蘭在長期探查愛德蒙下落的結果，最終竟是得知愛子的死訊而大受打擊病倒。然而卻因為愛德蒙的奶媽前來探望時，見到佩琳後不經意提起「奧蕾麗長得很像小時候的愛德蒙」，讓他開始產生某種假設：這位少女「奧蕾麗」是否有可能正是自己的孫女？於是比爾法蘭委任律師開始調查愛德蒙妻女的後續下落。最終在律師完成調查，於比爾法蘭面前直接向佩琳套話確認後，比爾法蘭的假設完全獲得證實，祖孫兩人終於相認。

## 作品概要
- 本片的播映期為1978年1月1日到1978年12月31日，於每週日播出。其間沒有因為職棒實況轉播及特別節目等因素而造成停播，且因1978年的元旦和12月31日都正逢週日，因此也照常播出。全片共53集，為世界名作劇場系列中目前為止集數最多的作品。
- 當初引進台灣播映時的片名為《小英的故事》，由於知名度極高，之後重播與發售授權版DVD時亦沿用之。
- 本作當初的內定導演人選為高畑勲，但卻在決定製作之後，由於高畑對原作抱持否定立場而不願出任，因而緊急由正在製作《小浣熊》的齋藤博成為代打人選。加上因高畑的拒絕，而使當初預定參與的小田部羊一、宮崎駿等人亦未加入，結果則是造成除了美術監督井岡雅宏之外，其他主要工作人員都得重新物色的狀況。
- 「名作劇場」的製作方式，通常是採行在上一年決定作品名稱後，會前往故事背景地現場勘景後再進入實際製作的方式。但因前述的高畑勲相關事件，使本作品並未實施慣例的海外勘景，結果造成部分原本應為法國的場景，卻畫成了德國的海德堡，還有實際上除了希臘等南歐地區才會有蟬棲息，但片中卻出現以蟬鳴聲當成夏季場景的音效等等謬誤現象發生。
- 由於本片畫風純樸，曾被視為在系列中知名度較低的作品，然而故事將進入結局時的戲劇性發展，使本片在「世界名作劇場」影迷之間譽為最佳傑作之一的聲浪亦不少。
- 擔任主角佩琳配音的是鶴弘美(鶴ひろみ)，她的聲優生涯處女作就是本片(本片首播時她還是高中生)。
- 撰寫劇本的宮崎晃以『男人真命苦續集』為首，寫過多部山田洋次導演作品的劇本。前作『浣熊拉斯卡爾』的劇本也是由宮崎晃撰寫。
- 在原作中故事是從佩琳母女來到巴黎後開始的，但動畫版前期劇情中，從波士尼亞到巴黎入城之前的部份則為原創情節。全片中一路伴隨佩琳行動的男爵，也是動畫裡的原創動物角色。
- 這部作品影響了許多漫畫家，特別是【本島幸久】的『風的席爾菲德』的故事中大都是偏於那個方向。雖然賽馬漫畫的劇情形式與本作不太一樣，主角「小駿(はやお)」的母親「弓子」的死，馬主角「席爾菲德」的母親「賽瑟溫」的死，名叫「男爵」「馬賽爾」「伯力卡爾」「泰奧多爾」等等的人物都有登場，感覺《佩琳物語》的許多元素被廣泛的使用。在『風的席爾菲德』的“附贈頁面”裡，作者本身也有提到。
- 由於出發的舞台是波士尼亞赫塞哥維納（舊時南斯拉夫）的村子，因此本作是該國與日本的少數接觸點之一。[1]
- 片尾曲的畫面僅有男爵登場，這在世界名作劇場系列裡開了先例(其他有出現的東西只有飛舞的蝴蝶)。這是因為片尾是以男爵為主題的歌曲。
- 作品中佩琳母子遇見了警察和軍人，這些角色全無例外，均被描寫成單方面以武力逼迫的惡人。
- 《浣熊拉斯卡爾》、《佩琳物語》、《紅髮安妮》的海外版權已經賣斷給德國的EM.TV & Merchandising AG（英语：EM.TV）媒體公司，因此中文版DVD包裝盒上標識的授權者是EM.TV & Merchandising AG而不是Nippon Animation Co., Ltd.(日本動畫公司)

## 登場人物與配音員陣容

### 主要人物
- 括號粗體字中未做特別標示者，均為台灣台視首播版的中文化人物譯名。中文配音未特別標示者均以台視首播版為準。

佩琳‧潘達伏萬(Perrine Paindavoine)（白小英）
配音員：鶴弘美；香港：梁緻盈；台灣：武莉／傅其慧（齊威DVD版）
本故事的主角。前往法國的旅途中父親因病過世。第1集的劇情是從葬禮後開始。心臟不好的母親也在巴黎過世，不久後她和家犬男爵開始一起旅行去爺爺所居住的馬羅克爾。面對不幸也不氣餒的開朗少女。到馬羅克爾時隱瞞自己的本名，她自己化名為「奧蕾麗（Aurelie）」，【小玲，「玉珍（Eugene）」】[台視版]】，她一開始在潘達伏萬工廠裡的工作是推手推車的，因為會翻譯英文，所以之後她勝任比爾法蘭的秘書。在第6集可以判明她6歲時住在印度達卡。
動畫中她使用的假名「奧蕾麗」在日文字幕裡全部統一用拼法為「オーレリィ」，但有些人誤認為「オーレリー」，由於字幕中都被統一為前者，所以字幕就以這樣的方式顯示。
瑪麗‧潘達伏萬(Marie Paindavoine)（瑪麗）
配音員：池田昌子；香港：潘滿儔；台灣：盧敘榮（齊威DVD版）
佩琳的母親。是印度人與英國人的混血兒。結婚前的本名是瑪麗‧史蒂文生(Mary Stevenson)。以旅行照相師為業來賺取旅費。她身為照相師的技術是值得肯定的，然而卻因為身為女性而無法獲得信賴，所以佩琳建議媽媽穿著印度傳統服裝來招攬生意，在之後的旅程中吸引顧客。瑪麗與丈夫愛德蒙似乎是在印度德里的天主教教會舉辦婚禮的。疲憊時吃的東西都很少，以紅茶代餐以至於營養攝取不夠，也沒有體力。為了要讓佩琳能快點與比爾法蘭相見，因此她在旅途上很勉強的帶她越過阿爾卑斯山，之後因心臟病惡化在巴黎病故。瑪麗臨終前對佩琳說過：「想要他人愛妳，就必須先懂得去愛人」，對佩琳來說成為金玉良言。她是位溫柔嫻淑的女性，對佩琳細心呵護，當旅途上某個村子的孩子們糾纏佩琳、拿石頭打伯力卡爾時也會出聲斥責。
愛德蒙‧潘達伏萬(Edmond Paindavoine)（白德利/畢查）
配音員：篠原大作；香港：梅欣；台灣：陳進益（齊威DVD版）
佩琳的父親。在本片第1集與比爾法蘭的宅邸裝飾用的掛畫中登場，還有佩琳的回想起爸爸時之外，就未再出現。第1集中在波士尼亞的布索帕查村（於第45集中確認），於1878年3月19日因肺炎病亡成為故事的開端。而在第36集從菲爾德斯神父那兒得知，他在十年前帶著瑪麗與佩琳離開印度達卡前往達吉爾，後來又在西藏附近寫信給他的朋友，之後就下落不明。
伯力卡爾（哈哥／齊威DVD版作「小皮」）
拉動佩琳母女所搭乘馬車的驢子。非常喜愛葡萄酒，曾經因為喝醉而鬧出失蹤的騷動。與巴黎的西蒙爺爺成為酒友，之後被露克麗阿姨以便宜的價格買走。但依據本作原本的企劃書中，男爵是不會登場的，是將伯力卡爾當成作品中的吉祥物，而且被加注能與佩琳心電感應相通的特殊能力。
男爵（小黃）
動畫版原創角色，佩琳所飼養的小狗，但在劇中經常被見到牠的人形容為「長相很奇怪的狗」。
有一次曾被佩琳任命為護衛隊長，因為個性反覆無常，平時想依靠牠反倒行不通。但在佩琳初來乍到馬羅克爾陷入生死關頭之際，還是會外出去找救兵，結果看到伯力卡爾也把露克麗阿姨帶來，所以在緊要關頭牠還是很可靠的。在佩琳的母親過世後，和佩琳一路走來彼此支撐也的確是事實。本片片尾曲的歌詞中，也充分表達男爵存在的意義。
在池畔旁的生活中，雖然被泰奧多爾的霰彈槍擊中而身受重傷，面臨生死關頭，之後則在羅松醫生的治療之下康復。

### 母女旅程篇
在這裡，是到目前為止在旅程中，經過的每個國家裡，從這個村子到那個村子遇到的登場人物。

#### 波士尼亞赫塞哥維納（波士尼亞）
- 普索帕恰村

旅店的老闆
配音員：加藤修
佩琳與瑪麗要出發之前，所住宿旅店的老闆，是個很親切的叔叔。佩琳的父親愛德蒙就是在這裡去世的。覺得佩琳失去父親只和母親相依為命感到很心疼。
客
配音員：青森伸
在佩琳與瑪麗投宿的旅店裡，正在用餐的客人，對於佩琳母女倆的事情是從老闆那兒聽來的，其他的事情就一無所知。
- 卡爾德村

葛利果里奇
配音員：鹽見龍介
對來卡爾德村的佩琳母女倆要求拍全家福的人。不過，「葛利果里奇」這個名字只是按照片尾上的聲優陣容表抄過來的，在劇中卻是以「葛雷果里奇」來稱呼他。
哥齊
葛利果里奇的大兒子？他被葛利果里奇告誡造戴上帽子和扣上衣服的鈕扣。
約瑟夫
配音員：小野田英一
葛利果里奇的二兒子？聽說馬也要一起照相，所以就把馬給牽過來。
葛利果里奇的大女兒
配音員：角谷美佐子
拍攝一張照片是需要時間的，她對上葛利果里奇，葛利果里奇要她好好的忍耐一下。
- 史托卡村

杜蘭茲
配音員：木原正二郎
他遇到陷入泥濘之地而動彈不得的馬車與佩琳母女倆，他用足以自豪的腕力讓她們的馬車脫離險境。不只如此，他還吩咐他女兒梅爾卡分一些湯給佩琳她們母女倆使用。
梅爾卡
配音員：橫澤啟子
杜蘭茲的女兒。母親過世後，對於能夠出門旅行的佩琳非常的羨慕。杜蘭茲的妻子去世之後，一切的家事都是由她負責的。
卡雷爾
被杜蘭茲告戒不要把湯灑出來的孩子。杜蘭茲除了女兒梅爾卡之外還有一個男孩和一個女孩，不過畫面的不是很明顯的表示清楚，但是從名字來判斷，應該就是之前在喝湯時，心不在焉就要把湯灑出來的那個女孩旁邊的男孩。
- 普羅納斯克村

伊力亞
配音員：西尾德
米蓮娜的丈夫，當他妻子要生產時讓他感到非常慌張，因此就出門去把母親接過來，不過……。
米蓮娜
配音員：松金米子
伊力亞的妻子，對於自己將要生產也是非常擔心的，但是她被瑪麗的機敏急智所救在放心之下生出個女寶寶來。
老婆婆
配音員：遠藤晴
伊力亞的母親，由於媳婦米蓮娜生產時伊力亞駕馬車趕回家時對她太粗魯。她因此的抱怨說著「你就只知道要小心搖籃，我這個媽居然比它還不重要」。在米蓮娜產後他們付錢請瑪麗幫一家子拍張照片留念，但是他們卻默默的為佩琳母女要出發的馬車後面放上他們自家的起司和果醬，對佩琳他們來說是個親切和藹的一家人。
太太
配音員：麻生美代子
將牛奶分配給佩琳母女她們的人。並沒有向她們母女倆收取牛奶費用的善心人士。

#### 克羅埃西亞
- 加洛奇村

高爾迪莫夫伯爵
配音員：安原義人；台灣：陳進益（齊威DVD版）
正要從奧地利皇帝的統治之下取回被皇帝所統治的自己國家的伯爵。事實上在佩琳的時代裡克羅埃西亞似乎已被奧地利佔領，這是史實。
上尉
配音員：渡部猛
正要逮捕逃亡的高爾迪莫夫伯爵的人。佩琳母女正打算離開這個村子時，他命令部下快點把她們帶回來。結果不是要抓她們而是要拍照片（有付錢）。
- 克羅埃西亞(無名小村)

神父
配音員：神山卓三
向佩琳她們告知這個村子在半年前曾經有流行病發生的神父。
萬多
配音員：白川澄子
在數個月前因為流行病而失去父母。現在和爺爺一起生活著。
老爺爺
配音員：吉澤久嘉
領養了因父母雙亡的萬多，曾好心幫忙佩琳母女修理馬車的水桶。

#### 義大利
- 第里雅斯特

安娜‧彭田培利
配音員：中西妙子
為了找回自己六年前失蹤的女兒吉娜。一時之間把佩琳誤認為是吉娜。
在作品中被沒有很清楚說出她的名字叫『安娜』，只有在片尾的聲優陣容表中才清楚的知道她的名字。
吉娜‧彭田培利
在六年前失蹤的彭田培利夫人的女兒。依據彭田培利夫人的說法，她在六年前下雨的日子突然不知去向。順便一提雖然只有一瞬間，劇中有彭田培利夫人把佩琳看成吉娜的場面。
馬里歐
配音員：二見忠男
彭田培利夫人的管家。
維多里歐
配音員：松岡文雄
佩琳她們投宿的旅店的老闆。
警長
配音員：綠川稔
盤問佩琳母子的人物。為了證明不是彭田培利夫人的女兒吉娜，根據瑪麗她拿出結婚證書證實。藉由他向佩琳母子的盤問，觀眾可以詳細地了解為何佩琳她們一行人要做照相師。
康伯尼
配音員：岡田道郎
把在維多里歐旅店投宿的佩琳母子給帶走的警察。在警局佩琳告訴他旅行的目的。
- 維羅納[8]

馬賽爾‧桑德 （小三子）
配音員：岡村悅明；台灣：武莉
在佩琳母女前往巴黎（實際上是義大利的維羅納）的途中所遇到的男孩，為了追上父母所在的愛德華爾馬戲團便和佩琳母女同行直到米蘭。他想要讓男爵學會些表演特技，可是男爵根本就不領情。但是當馬賽爾要離別的日子到來的時候，男爵似乎記住1、2個教過牠的表演特技。他在愛德華爾馬戲團中飾演小丑的角色並且和同團的路易一起表演節目。最終話描寫出他在馬羅克爾練習走鋼索的樣子。
麵包店
配音員：池田勝
往維羅納的途中所經過某個村子的麵包店。馬賽爾偷麵包失敗跑走，三條麵包都掉在地上，然而男爵咬一條麵包跑掉。佩琳把剩下的兩條買下來作為處罰，那天佩琳沒有給男爵晚餐。
鐵匠
配音員：伊武雅之
在前往維羅納的路上，馬賽爾告知佩琳她們發現馬車的車軸發出聲響，好像快要壞掉。在途中的小村子裡偶然巧遇鐵匠。最初預估修理要從當天到隔天的傍晚，但是佩琳她們說隔天白天就要使用，但最快也要中午才能完成。因此代價是必須要花一筆龐大的金錢才做得到。
李奧尼
配音員：北村弘一
在前往維羅納的路上，佩琳母女由於馬車的車軸嘎嘎作響無法順利旅行，偶然發現有人在這裡進行結婚典禮並且幫他們拍照時，伯力卡爾喝光酒桶裡的酒，結果喝醉。瑪麗要阻止伯力卡爾時他說「今天是兒子的結婚典禮」，不在乎伯力卡爾喝掉他的酒要求瑪麗先拍照再說。
男
配音員：緒方賢一
據推測，他應該就是在結婚典禮上喝醉酒的叔叔。
加布里耶爾
配音員：龍田直樹
一位叫他旁邊的爺爺拍照的年輕人，但是爺爺好像是沒有聽到讓他有點不高興。由於他說話太大聲被他前面的奶奶給訓斥頓。拍完照後由於伯力卡爾把桶子裡的酒給喝光，因此被李奧尼指派去拿酒。
爺爺
配音員：瀧雅也
看起來是加布里耶爾的爺爺，是位耳朵不太靈光的老爺爺，被加布里耶爾叫去拍照時他點一下頭，不過他似乎是沒有聽見的樣子。
奶奶
配音員：沼波輝枝
應該是加布里耶爾的奶奶，由於加布里耶爾說話太大聲被她制止。
- 米蘭

洛可
配音員：野本禮三
在旅行途中遇見的照相師先生，去招呼客人的工作人員。為了想要找出他們自己和佩琳她們差在哪裡，打算利用夜晚的時間去偷照相機不過被抓到。但因為瑪麗的善良所以就決定改過自新。
皮耶特羅‧范范尼
配音員：大木民夫
在旅行途中遇見的照相師。從照相機有制頭器這樣道具之類的事情，可以知道曝光時間比較長。比佩琳她們使用的照相機更舊，一般認為是溼版照相機。佩琳發覺皮耶特羅拍的照片焦距不對，皮耶特羅比對自己跟瑪麗拍的照片後承認這點，慚愧之下皮耶特羅把自己拍的照片撕碎。
布拉格男爵
配音員：小林清志
在旅行途中遇到的男爵(布拉格男爵)，是個射擊名人。打落的鳥被男爵(佩琳的愛犬)給咬走，但是布拉格男爵卻沒有責怪男爵反而很欣賞牠，還開玩笑的說打算向佩琳買下男爵。
- 愛德華爾馬戲團

尚‧桑德
配音員：池田勝
馬賽爾的父親，在馬戲團中好像有一定的地位在。似乎正由於這一因素，他能夠拜託團長辦一場觀眾只有佩琳母子兩人的馬戲團的表演，在瑪麗過世時他有來參加她的葬禮。
席娃娜‧桑德
配音員：坪井章子
馬賽爾的母親，是愛德華爾馬戲團裡活耀的閃亮明星。
布爾姆
配音員：大山豐
愛德華爾馬戲團的團長。對於把馬賽爾帶到米蘭深感感謝，因此辦一場觀眾只有兩人的馬戲團表演讓佩琳母子快樂的親切的人。
帕金斯
配音員：木原正二郎
於巴黎篇登場。穿著紅色衣服的愛德華爾馬戲團的團員。輕輕鬆鬆就把馬賽爾抱上去，由此看來孔武有力。
路易
配音員：岡田道郎
於巴黎篇登場。愛德華爾馬戲團專屬的小丑。與馬賽爾一起同台演出。

#### 瑞士
- 越過阿爾卑斯(辛普朗山頂)

約瑟夫
配音員：大見川高行
進入辛普朗山頂之前的村子，在旅店的馬房幫忙的少年。為了送照片到辛普朗山腳下的父母，而請佩琳母女幫他拍一張照片。但是錢是向佩琳借的，之後一定會為這個恩情報恩的。
老闆娘
配音員：京田尚子
約瑟夫辛勤工作旅店的老闆娘，想因為拍張照片而拜託向她借錢的約瑟夫卻遭到她的拒絕。
- 阿爾馬諾村

艾米爾
配音員：渡部猛
約瑟夫的父親，在佩琳母子的馬車的車輪陷進辛普朗山頂的途中所幫助的人。瑪麗原本想因為感謝他的幫忙而付錢給他，不過他收到約瑟夫感到有恩義內容的信，因此艾米爾並沒有收取任何的錢。
- 山腳下的村

旅店的老闆
配音員：辻村真人
這個村子中經營旅店的老闆。
- 西爾鎮

養羊的少年
配音員：高坂真琴
佩琳不小心扭傷了腳，而在馬車行經的中途遇到的少年。瑪麗聽說這附近有醫生，這個少年告訴她們在西爾鎮有醫生在。
阿姨
配音員：伊藤敦子
向瑪麗要求小麥粉分給她的人。(這個麵粉不是拿來吃的，而是用來當藥布來醫治佩琳的腳而使用的。瑪麗說，醋酸]遇水溶化的水中放入小麥粉，塗在布上放在腫起的地方，固定它並且等它冷卻。西爾鎮的醫生說這是很好的急救方法。)
- 日內瓦

警官
配音員：岸野一彥
腳踏車撞到馬車發生相撞事故的時候而趕往上前的警察。在這個地區的街頭做生意是需要許可證的(但是，當時這個地區到底需不需要申請許可證並不清楚)。
騎腳踏車的男子
配音員：島田彰
當時騎著讓人新奇的腳踏車的人。最後和佩琳母女的馬車發生相撞事故。
李昂
配音員：小野田英一
某位女性的男友。她要求他去請瑪麗幫他們拍張照片，最好是連背景的山都拍進去。
女
配音員：川島千代子
李昂的女友，希望李昂和她一起拍張照片。

#### 法國
- 米洛特村

農夫
配音員：八奈見乘兒
告訴佩琳她們已經到達法國的人。
旅店的老闆
配音員：依田英助
瑪麗臥病在床，投宿的旅店老闆。
蘇珊妮
配音員：杉田郁子
瑪麗臥病在床時，投宿的旅店幫傭。聽說可能是旅店老闆的太太。
醫生
配音員：吉澤久嘉
旅店老闆請來的醫生，他告訴瑪麗，她這種身體如果最好去住院休養。而瑪麗就問他能不能搭馬車旅行，他問瑪麗搭乘馬車旅行哪裡等等，他的建議是最好不要搭馬車旅行。

### 巴黎篇
- 夏隆街

西蒙爺爺（秦爺爺）
配音員：永井一郎；台灣：胡覺海／陳宗岳（齊威DVD版）
馬賽爾所介紹住在巴黎廣場的地主。他擁有著西蒙莊這樣的宅院。做的是廢物回收，販賣許多飼養小狗這方面的事情。總是喜歡喝酒把自己灌醉。他打算從任何地方取得金錢，是個小氣鬼。但最後他喜歡上佩琳。
卡洛琳
配音員：市川千惠子
居住在西蒙莊附近的街上的唱歌歌手。大家都稱她為「侯爵夫人」是個和藹可親的年老婦女。看見佩琳她們困苦的情境，就故意說嘉斯東在為她們煮湯的台詞。瑪麗去世的時候她是第一位的幫助佩琳的人。
嘉斯東
配音員：加藤精三
興趣是煮湯，而職業是修理鞋子。根據卡洛琳說佩琳她們到連湯都是施捨的困境，不過本人似乎不太討厭這種事情。
糖果店老闆
配音員：峰惠研
在佩琳住宿的第一天，給了她兩個糖果(能用來舔的糖果)的人。住在西蒙莊面向客車那樣的地方。他好像有房租未繳的樣子。
森德里葉醫生
配音員：上田敏也
到西蒙莊為瑪麗看診的醫生。總是乘馬車出診，每次看診一定要三法郎，所開的藥方也異常的貴的嚇人。
藥品店
配音員：大山豐
森德里葉醫生開出的藥方，而到達的指定藥品店買藥的老闆。順便一提奎寧葡萄酒要4法郎，藥袋(藥水與藥粉)只要3法郎50生丁而已。
拉露克麗阿姨（阿美阿姨／齊威DVD版作「路爾克麗」）
配音員：麻生美代子
以便宜的價格買下伯力卡爾的人。與西蒙爺爺是舊識。專門販賣兔子的毛皮與舊金屬回收。在那之後幫助倒在路邊的佩琳，想與佩琳一起販賣，一起旅行的不可缺少的人。之後她把佩琳送到馬羅克爾附近。
神父
配音員：神山卓三
為瑪麗舉行的葬禮的神父。

### 孤獨一人的旅程篇
- 拉夏佩爾

瑪格麗特
配音員：吉田理保子
麵包店的黑心老闆娘，西瓜農兄弟批評她的麵包很難吃（硬到可以砸碎玻璃）。直乎佩琳是小偷並把銀幣給拐走的人。以恫嚇取財的方式敲詐佩琳的5法郎是假銀幣並要報警讓她帶著無奈的心情離開，隔天早上西瓜農兄弟和老闆娘談論使用假銀幣會上斷頭台處死，而收到沒送去警局要坐牢一天，結果讓她說出從佩琳沒收的是真銀幣並且順利要回來。在本作中可說是唯一的反派角色。
西瓜農‧兄
配音員：長谷參治
巡視有沒有西瓜小偷的兄弟中的哥哥。有發現佩琳和男爵，沒有發現西瓜小偷有點失望，他和弟弟發現佩琳和男爵都沒吃東西，就分食物給他們吃的其中一人。然而在西瓜小偷來的時候，男爵向小偷吼叫，聽到這聲音之後就擊退西瓜小偷。因此他和弟弟一起稱讚男爵非常機靈，最後他們一起幫訛詐佩琳的瑪格麗特那兒取回5法郎的銀幣（原作中是被拿的樣子），鼓勵佩琳旅行時再辛苦要繼續忍耐。
西瓜農‧弟
配音員：增岡弘
巡視有沒有西瓜小偷的兄弟中的弟弟。有發現佩琳和男爵，沒有發現西瓜小偷有點失望，他和哥哥發現佩琳和男爵都沒吃東西，就分食物給他們吃的其中一人。然而在西瓜小偷來的時候，男爵向小偷吼叫，聽到這聲音之後就擊退了西瓜小偷。因此他和哥哥一起稱讚男爵非常機靈，最後他們一起幫訛詐佩琳的瑪格麗特那兒取回5法郎的銀幣（原作中是被拿的樣子），鼓勵佩琳旅行時要得到自己的幸福。
- 皮基尼

種花農
配音員：嘉藤正之
男爵因為追逐著兔子，跑到溫室裡。結果弄壞那裡的花盆。種花農很生氣，佩琳她拿出5法郎賠償給種花農。他知道佩琳幾乎沒有錢就顯示出對不起的心情，他把男爵弄壞的花盆裡的花送給佩琳，算是向他買花（這個部份，是與原作損失5法郎的事情互相抵消）。
買花的人
配音員：鈴置洋孝
為了要慶賀結婚典禮上給新娘，而向佩琳買花的人。

### 馬羅克爾篇
- 比爾法蘭家

比爾法蘭‧潘達伏萬（白董事長）
配音員：巖金四郎；台灣：胡覺海（台視版）／徐健春（台視版部分集數、齊威版DVD）
佩琳的爺爺，愛德蒙的父親。法國數一數二大規模紡織廠的經營者。原本是個和藹可親的老人，但因為經營工廠的固執決心讓周圍的人不太喜歡他，又因為兒子愛德蒙違反自己的意願與瑪麗結婚，造成父子失和。但另一方面他仍常託人尋找愛德蒙的下落並對他自認將愛子奪走的瑪麗和孩子（佩琳）感到怨恨，不過後來在獲知愛德蒙的死訊後大受打擊，經過失意之後在奧蕾麗（佩琳）的鼓勵下走出陰霾恢復和藹可親的態度。五年前由於罹患肺炎而發高燒後就此失明（第27集中羅薩麗曾做說明）。故事尾聲時雖被告知有氣喘發作的危險性，但他為了想親眼看見孫女佩琳仍不惜接受手術，之後手術成功得以復明。
賽巴斯丁
配音員：大山豐；台灣：魏甦(即魏龍豪)／陳宗岳（齊威DVD版）
比爾法蘭的管家。他知道佩琳的品行，非常信賴她。原作中他的名字是叫巴斯汀。
菲利克斯
配音員：鹽屋翼
比爾法蘭家的私人馬車夫。
漢麗葉特
配音員：鶴田公子
比爾法蘭家的女傭。對於佩琳有很親密的接觸。
路易
配音員：金澤壽一
比爾法蘭家的男傭。覺得佩琳是鄉下來的人。但是看到佩琳的舉止後他收回這句話。之後幫男爵做一個小狗屋。
可可
比爾法蘭的馬車的馬的名字。
看門人
配音員：澤律夫
比爾法蘭家門前的看守人員。
- 夏摩尼[14]

法蘭索娃絲（蘭絲）
配音員：遠藤晴
佩琳的父親愛德蒙的奶媽，是羅薩麗和保羅的奶奶。其兒子西薩在馬羅克爾經營飯館，在第一次與佩琳相見時，有那麼一瞬間她感覺見過佩琳。故事進入尾聲時，為了幫助消沉的比爾法蘭，她告訴他奧蕾麗的臉和愛德蒙小時候非常相似，這件事成為比爾法蘭揭開佩琳真實身分的契機。
羅薩麗（莉莉）香港譯名：魯莎莉；配音：周婉侶
配音員：黑須薰；台灣：丘梅君（齊威DVD版）
法蘭索娃絲的孫女。父親西薩是餐館大廚，她在潘達伏萬工廠工作。佩琳到達馬羅克爾時第一個遇到的人，當時她籠子裡的馬鈴薯掉了，被好心的佩琳撿起來還給她，而對她的好意心生好感，之後一直是好朋友。到達的當天她還把她的床分一半給佩琳睡。帶來的便當也有做佩琳的份，佩琳感覺她得到很大的幫助。
保羅
配音員：小山渚
羅薩麗的弟弟，也是法蘭索娃絲的孫子。平常都到學校去上課。和男爵在一起的場面很可愛，她想要佩琳把男爵讓給她，因此去拜託姊姊羅薩麗，不過羅薩麗卻拒絕了他。
西薩
配音員：石森達幸
羅薩麗的父親，法蘭索娃絲的兒子，是夏摩尼地區精明的料理師。請佩琳吃過很多次東西，對羅薩麗很溺愛。在得知奧蕾麗自己做的天然果醬的時候大吃一驚於是向她請教作法。
- 潘達伏萬工廠

歐奴
配音員：上田敏也
推手推車棉線卷機器的現場工頭。是個愛發牢騷的老先生。
法布里（蔡先生）
配音員：村山明；台灣：徐健春／陳進益（齊威DVD版）
潘達伏萬工廠的技師。羅薩麗家飯館的常客，是個品味很好的年輕人。在遇見奧蕾麗的時候對她非常親切，在偶然的情況下，故事後半段是唯一得知「奧蕾麗」真正身分的人（於第43集情節中由佩琳直接告知後確認，但在佩琳的要求下一直為她保密），並常常鼓勵她。
班狄特
配音員：依田英助
擅長英文的翻譯員，但因為罹患肺病而住進醫院…，後來由奧蕾麗成為代替他的翻譯人員 。
泰奧多爾（李志昌）
配音員：田中崇；台灣：胡覺海、徐健春（部分集數）／陳宗岳（齊威DVD版）
比爾法蘭的外甥。愛德蒙的表弟，佩琳的表叔。潘達伏萬工廠的一位最高幹部，和塔羅耶爾一起合作覬覦著比爾法蘭的接班人的座位，比爾法蘭非常不信任他。得知佩琳是比爾法蘭的孫女大受打擊。結局中佩琳邀請他參加比爾法蘭的慶生會稱呼佩琳是他們家族中的異類。
塔羅耶爾（陳廠長）
配音員：丸山詠二；台灣：魏甦／陳進益（齊威DVD版）
潘達伏萬工廠的工廠長。與泰奧多爾一樣，覬覦著比爾法蘭的接班人的座位。對比爾法蘭拍馬屁的手法非常擅長。他要奧蕾麗作比爾法蘭的間諜探知愛德蒙的下落時，被她拒絕了。得知佩琳是比爾法蘭的孫女大受打擊。因為他做事情並沒有差錯，而讓比爾法蘭十分信賴他。
西蒙
配音員：鶴田公子
在潘達伏萬工廠工作的女性員工。奧蕾麗還未被塔羅耶爾帶來之前，歐奴提醒她線斷掉要她好好的注意一下。
珍妮
配音員：向殿明美
和佩琳一樣被僱用作為推手推車的員工。對於佩琳穿的鞋子十分感興趣，之後知道是佩琳她自己做的而大吃一驚。
賈克
配音員：岡田道郎
一名員工，管理麻方面的事情。因為佩琳說出有不良品的麻讓比爾法蘭知道，全部都要賈克他把不良品處理掉。後來比爾法蘭帶佩琳巡視工廠時發現他在偷懶，就狠狠的把他訓斥一頓。
巴斯卡
配音員：矢田稔
在比爾法蘭巡視工廠時，和他打招呼的一名員工，而比爾法蘭詢問他有沒有好好的認真工作。
約瑟芬
女子員工宿舍的休息公寓。羅薩麗說想要來見她(其實真正的目的在別的地方…)。故事中並沒有登場。
美美
配音員：服部典子
住在女子員工專門的宿舍裡的休息公寓的員工。因為夜晚來視察員工住的宿舍設施（實際上是比爾法蘭來視察，當時並沒有人通知她們這件事情。之後聽到佩琳的聲音才知道有誰來了…）看看她們住宿的環境。周圍的人都說是不是妳睡迷糊啦（實際上美美所說的事情是真的…）。
女工
配音員：天城由起子
住在女子員工專門的宿舍裡的休息公寓的員工。本在床上睡覺但卻被美美吵醒，美美說她看見羅薩麗過來，但是她左顧右盼發現沒有人在，讓她覺得美美所說的話，很可能是美美她自己在作夢，然後又想繼續睡覺的女子。
- 聖皮波爾工廠

班諾瓦
配音員：加藤正之
聖皮波瓦工廠的工廠長。怕被比爾法蘭解雇。所以回答比爾法蘭的時候都提心吊膽的。
蒙布魯
配音員：瀧雅也
班狄特先生住院，法布里有因為有事出差，結果著急的要找翻譯人員，「那傢伙，德文說的很流利，但是英文只會說一點點。那傢伙的翻譯會讓英國人急的跳腳，工作進展一點也不順利」（紀優姆說的）因為有這樣的事情，又聽說奧蕾麗（佩琳）會英文，因此這就成為佩琳被叫來的開端。
愛德華
英國的技師來到聖皮波瓦工廠說明新機器的使用方式。因為蒙布魯一直翻譯錯誤，搞的傳達給工廠的技師卻是非常辛苦。在佩琳得知翻譯的事情時，愛德華本身也鬆了一口氣。
工廠的技師
配音員：神山卓三
對於蒙布魯的錯誤翻譯而非常辛苦的工廠技師。
- 其他人物

紀優姆
配音員：澤律夫
潘達伏萬工廠工作的馬車夫。被塔羅耶爾委託，要向他報告比爾法蘭的動向。實際上是個膽小的好人。但是因為他在值勤的時候喝酒被比爾法蘭給解僱。
拉雪斯夫人
配音員：香椎邦子
在馬羅克爾裡經營屬一屬二的高級洋裝店的經營者。她嘟嚷嚷認為佩琳是鄉下來的鄉巴佬，沒見過世面。後來在店內的女店員她佩琳(那個時候叫奧蕾麗)是比爾法蘭的秘書這個事實時，她感到非常的訝異，之後她來到佩琳住的公寓想向她當面道歉，可是她本人那個時候正好不在，實際上佩琳那個時候去之前住的池畔小屋睡著。之後她告訴塔羅耶爾，奧蕾麗(佩琳)在她去拜訪的時候沒有在，而遲遲未歸這樣的事情來。
拉雪斯夫人店的店員（薇吉妮）
配音員：小澤薰
在拉雪斯夫人的店裡工作的女店員，當時她和拉雪斯夫人一起想辦法對付沒有見過市面的佩琳和羅薩麗，不過在從羅薩麗的口中得知佩琳(當時是奧蕾麗的時候)是比爾法蘭的祕書時，她覺得自己好像說錯話，並把這件事情告訴拉雪斯夫人。
羅松醫生
配音員：綠川稔
比爾法蘭的主治醫生。羅薩麗受傷的時候，還有男爵被槍擊中的時候，都是經他治療的。
菲利浦律師（魏律師）
配音員：吉澤久嘉；台灣：魏甦
動畫版原創角色，比爾法蘭的顧問律師。原本一直在尋找愛德蒙的下落，後因比爾法蘭猜測祕書奧蕾麗很有可能是自己的孫女，因此前往巴黎調查。在第49集提出報告時，並以詢問佩琳過去在旅途中所見所聞的方式向她套話，因而得以確認她的真正身分。但在原作小說中關於搜尋愛德蒙下落的方式，主要為透過教會與登報廣告，執行最終報告者則為法布里。
公寓的房東
配音員：島田彰
在佩琳成為秘書的時候所租屋的公寓的房東，待人很親切。
菲爾德斯神父
配音員：三橋洋一
從印度寄信給比爾法蘭的神父。他信上寫說比爾法蘭的兒子愛德蒙確實是在他們教堂舉行婚禮。此外他還寫了很多佩琳的母親瑪麗的好話，可是比爾法蘭根本不想聽，他覺得瑪麗是個死纏著他兒子不放的壞女人。在一旁聽的佩琳覺得非常的傷心難過。
提柏斯
替女員工們托育小孩的老婆婆。可能是喝酒喝醉到睡著沒看到小孩子拿火柴來玩，結果引發火災。即使本人想盡辦法逃出去，但還是造成兩名罹難者，傷著1名的慘重事情出來。雖然有被提及名字，可是她本人並沒有登場過。
布勒托納夫人
配音員：京田尚子
比爾法蘭的姊姊，泰奧多爾的母親，愛德蒙的姑姑，佩琳的姑婆。可能知道或可能不知道奧蕾麗就是佩琳的事情，不過她說出來的話卻深深傷害佩琳。
布爾姆
配音員：大宮悌二
治療比爾法蘭眼睛的醫生。與羅松醫生一起互助合作。
旁白
配音員：澀澤詩子
本故事的解說員。擔任解說故事與下集預告的部份。

## 主題歌、插曲

### 日本版
- 片頭曲『佩琳物語』(第1話~第53話)
  - 作詞：司圭、歌：大杉久美子、作曲：渡邊岳夫、編曲：松山祐士
- 片尾曲『反覆無常的男爵』(第1話~第53話)
  - 作詞：司圭、歌：大杉久美子、作曲：渡邊岳夫、編曲：松山祐士
- 插曲1『少女的夢』
  - 作詞：司圭、歌：大杉久美子、Feelin'Free、作曲：渡邊岳夫、編曲：松山祐士
- 插曲2『羅薩麗是我的朋友』 
  - 作詞：司圭、歌：大杉久美子、作曲：渡邊岳夫、編曲：松山祐士
- 插曲3『早安！(你好！)』【Bonjour！】  
  - 作詞：中里綴、歌：大杉久美子、Feelin' Free、作曲：渡邊岳夫、編曲：松山祐士
- 插曲4『太陽般的女孩』 
  - 作詞：中里綴、歌：蟋蟀'73、作曲：渡邊岳夫、編曲：松山祐士

### 台灣版主題歌
- 「小英的故事」
  - 作詞：梁光明　作曲：陳慶鋒　指揮、編曲：劉清池　演唱：麗歌兒童合唱團

## 各集資料
本作所有集數的演出均由齋藤博、腰繁男擔綱
| 話數 | 副標題                   | 播映日         | 腳本             | 分鏡     | 作畫監督           |
| ---- | ------------------------ | -------------- | ---------------- | -------- | ------------------ |
| 1    | 踏上旅程                 | 1978年1月1日   | 宮崎晃           | 齋藤博   | 小川隆雄           |
| 2    | 遙遠的道路               | 1978年1月8日   | 宮崎晃           | 富野喜幸 | 百瀨義行           |
| 3    | 媽媽的力量               | 1978年1月15日  | 宮崎晃           | 高畑勲   | 村田耕一           |
| 4    | 渾身泥濘的伯爵           | 1978年1月22日  | 宮崎晃           | 齋藤博   | 小川隆雄           |
| 5    | 爺爺與孫子               | 1978年1月29日  | 宮崎晃           | 富野喜幸 | 百瀨義行、小川隆雄 |
| 6    | 兩個媽媽                 | 1978年2月5日   | 宮崎晃           | 高畑勲   | 百瀨義行、小川隆雄 |
| 7    | 馬戲團少年               | 1978年2月12日  | 宮崎晃           | 黑田昌郎 | 村田耕一           |
| 8    | 喝醉酒的驢子             | 1978年2月19日  | 宮崎晃           | 池野文雄 | 小川隆雄           |
| 9    | 生意對手                 | 1978年2月26日  | 宮崎晃           | 富野喜幸 | 小川隆雄           |
| 10   | 照相機小偷               | 1978年3月5日   | 宮崎晃           | 池野文雄 | 百瀨義行、小川隆雄 |
| 11   | 男爵加油！               | 1978年3月12日  | 宮崎晃           | 富野喜幸 | 櫻井美知代         |
| 12   | 只有兩個觀眾             | 1978年3月19日  | 宮崎晃           | 池野文雄 | 村田耕一           |
| 13   | 越過阿爾卑斯山           | 1978年3月26日  | 宮崎晃           | 齋藤博   | 小川隆雄           |
| 14   | 在美麗的國家             | 1978年4月2日   | 宮崎晃           | 池野文雄 | 櫻井美知代         |
| 15   | 法國！法國！             | 1978年4月9日   | 宮崎晃           | 池野文雄 | 小川隆雄           |
| 16   | 媽媽的決心               | 1978年4月16日  | 宮崎晃、加藤盟   | 黑田昌郎 | 櫻井美知代         |
| 17   | 巴黎的旅館               | 1978年4月23日  | 宮崎晃           | 池野文雄 | 小川隆雄           |
| 18   | 西蒙爺爺                 | 1978年4月30日  | 宮崎晃           | 黑田昌郎 | 櫻井美知代         |
| 19   | 道地的巴黎人             | 1978年5月7日   | 宮崎晃           | 富野喜幸 | 小川隆雄           |
| 20   | 與伯力卡爾道別           | 1978年5月14日  | 宮崎晃           | 池野文雄 | 櫻井美知代         |
| 21   | 最後的話                 | 1978年5月21日  | 宮崎晃           | 黑田昌郎 | 百瀨義行           |
| 22   | 令人難忘的人們           | 1978年5月28日  | 宮崎晃           | 池野文雄 | 百瀨義行           |
| 23   | 孤獨一人的旅程           | 1978年6月4日   | 宮崎晃           | 黑田昌郎 | 小川隆雄           |
| 24   | 美麗的彩虹               | 1978年6月11日  | 宮崎晃           | 池野文雄 | 小川隆雄           |
| 25   | 伯力卡爾！我的伯力卡爾！ | 1978年6月18日  | 宮崎晃、佐藤嘉助 | 池野文雄 | 小川隆雄           |
| 26   | 親切的拉露克麗阿姨       | 1978年6月25日  | 宮崎晃、佐藤嘉助 | 黑田昌郎 | 百瀨義行           |
| 27   | 爺爺冷淡的臉             | 1978年7月2日   | 宮崎晃、佐藤嘉助 | 池野文雄 | 小川隆雄           |
| 28   | 潘達伏萬工廠             | 1978年7月9日   | 宮崎晃、佐藤嘉助 | 池野文雄 | 百瀨義行           |
| 29   | 池畔旁的小屋             | 1978年7月16日  | 宮崎晃、佐藤嘉助 | 黑田昌郎 | 小川隆雄           |
| 30   | 靠自己的力量             | 1978年7月23日  | 宮崎晃           | 富野喜幸 | 百瀨義行           |
| 31   | 迎接客人                 | 1978年7月30日  | 宮崎晃           | 池野文雄 | 小川隆雄           |
| 32   | 名字的秘密               | 1978年8月6日   | 宮崎晃           | 池野文雄 | 櫻井美知代         |
| 33   | 泰奧多爾的錢包           | 1978年8月13日  | 宮崎晃           | 池野文雄 | 小川隆雄           |
| 34   | 令人難忘的一天           | 1978年8月20日  | 宮崎晃、加藤盟   | 百瀨義行 | 小川隆雄           |
| 35   | 英文信                   | 1978年8月27日  | 宮崎晃、加藤盟   |          | 小川隆雄           |
| 36   | 喜悅與不安               | 1978年9月3日   | 宮崎晃、加藤盟   | 齋藤博   | 櫻井美知代         |
| 37   | 爺爺的大手               | 1978年9月10日  | 宮崎晃、加藤盟   | 黑田昌郎 | 小川隆雄           |
| 38   | 漂亮的洋裝               | 1978年9月17日  | 宮崎晃、加藤盟   | 富野喜幸 | 百瀨義行           |
| 39   | 從印度捎來的信           | 1978年9月24日  | 宮崎晃、加藤盟   | 池野文雄 | 小川隆雄           |
| 40   | 男爵的災難               | 1978年10月1日  | 宮崎晃、加藤盟   | 池野文雄 | 櫻井美知代         |
| 41   | 像城堡般的房子           | 1978年10月8日  | 宮崎晃、加藤盟   | 富野喜幸 | 小川隆雄           |
| 42   | 羅薩麗的悲傷             | 1978年10月15日 | 宮崎晃           | 齋藤博   | 關修一、百瀨義行   |
| 43   | 星期日的佩琳…            | 1978年10月22日 | 宮崎晃           | 池野文雄 | 小川隆雄           |
| 44   | 壞心眼的夫人             | 1978年10月29日 | 宮崎晃、加藤盟   | 池野文雄 | 櫻井美知代         |
| 45   | 來自波士尼亞的消息       | 1978年11月5日  | 宮崎晃、加藤盟   | 富野喜幸 | 小川隆雄           |
| 46   | 比爾法蘭的悲傷           | 1978年11月12日 | 宮崎晃           | 池野文雄 | 百瀨義行           |
| 47   | 奧蕾麗的臉               | 1978年11月19日 | 宮崎晃           | 池野文雄 | 小川隆雄           |
| 48   | 火災                     | 1978年11月26日 | 宮崎晃           | 富野喜幸 | 櫻井美知代         |
| 49   | 當幸福的淚水流洩的時候   | 1978年12月3日  | 宮崎晃           | 池野文雄 | 小川隆雄           |
| 50   | 初雪降臨的日子           | 1978年12月10日 | 宮崎晃           | 池野文雄 | 百瀨義行           |
| 51   | 爺爺的眼睛               | 1978年12月17日 | 宮崎晃           | 池野文雄 | 小川隆雄           |
| 52   | 令人難忘的聖誕節         | 1978年12月24日 | 宮崎晃           | 池野文雄 | 櫻井美知代         |
| 53   | 春天來臨                 | 1978年12月31日 | 宮崎晃           | 池野文雄 | 小川隆雄           |

## 其他
- 原作一般在日本的常見譯名有《無家可歸的女孩》與《無家可歸的少女》這種類似的標題，不過內容均為節譯或改編版本。當時在製作動畫版時，想要全部翻譯原作是非常困難的事情，原本當時要採用白楊公司出版節譯版本的故事書，不過最後卻採用1941年岩波書店「岩波文庫」書系的全文翻譯本《無家可歸的女孩(En famille)》（津田穣翻譯）為底本，並重新構思想要呈現的基本內容架構。
- 本片與《萬里尋母》等作品明顯的不同之處，在於並沒有花預算與時間去故事背景地取景，據說只用手邊現有的資料完成。因此片中還出現了種種畫面上的謬誤之處（見前文所述）。另外本作品雖曾在歐洲各國播出，但並未在法國本國播映。
- 馬羅克爾工廠被描寫得非常細緻，不過原本應該是麻線工廠的，結果卻誤以為是棉線工廠。這是因為當時是去倉敷市的倉敷紡織棉線工廠取材的，原本工廠的地基現在已變成倉敷吉勃利公園。
- 巴黎篇所描寫的巴黎環城鐵路現在已經荒廢，而呈現被放置的狀態。佩琳乘車的夏隆站現在變成了咖啡店‧生活酒吧(Flèche d'Or)而保存下來(寫著這個地方的相關網站已經關閉了，2008年的現在還在營業中，營業時間是夜間)。
- 動畫中有電燈出現，且佩琳感興趣的場景，但是實用的電燈泡在1878年還未發明。原作在報紙連載是在1890年的時候才被普遍應用。
- 本片中有很多地方不太正確，例如使用瓦斯火炬焊接的聖皮波爾工廠的機器裝置場景。但是，近年來瓦斯焊接的並沒有實際的登場使用。
- 在1990年時，本片以重新配音剪輯的電影版形式上映。但實際上原本在1980年就已經完成，卻因為之前以相同方式製作的《萬里尋母》電影版票房不佳之故，而使這部電影版本壓到10年之後才推出。另外電影版則是比TV版先行發售影像軟體（錄影帶與LD版本），不過尚未發行DVD版。
- 電視版的DVD目前正於日本販售中。不過，與當時電視首播時相比，則略有畫面上的修正。
- 本作中法布里所讀的書就是維克多·雨果的『悲慘世界』。這本書是在1862年發行。而佩琳的舞台正好就在巴黎，後來世界名作劇場也將本書改編成『悲慘世界 少女珂賽特』，不過是在佩琳物語播映之後過了29年才製作、在BS富士播映。但是，作品中僅僅只有說到尚萬強坐牢的情況以及之後遇到米里艾主教的地方，『悲慘世界』的女主角珂賽特在法布里對羅薩麗和佩琳介紹時沒有被提到。由法布里的介紹、尚萬強後來變成市長的故事讓羅薩麗大吃一驚，不過那是尚萬強改名換姓。這個介紹或許就是要讓法布里注意到『奧蕾麗』是假名的伏筆，也或許是讓佩琳驚心動魄的安排。
- 在義大利的米蘭停留時，有出現在之後世界名作劇場中『羅密歐的藍天』裡登場的聖巴比拉教堂被描寫的場景也存在著。

## 外部連結
- （日語） 佩琳物語★一番館 （页面存档备份，存于）
- （英文） 原著英文版 Nobody's Girl (En Famille)全文下載
- 互联网电影数据库（IMDb）上《佩琳物語》的资料（英文）